# CG Jensen
CG Jensen Holding A/S er en dansk bygge- og anlægsvirksomhed. Den blev etableret i 2007 på baggrund af afviklingen af det tidligere Skanska Danmark.  Navnet CG Jensen stammer fra 1931, hvor civilingeniør Christian Gottfred Jensen grundlagde firmaet C.G. Jensen. Dette firma blev i 1961 overtaget af Skanska og fortsatte indtil 2007.
De har ca. 700 ansatte, som leverer en lang række entreprisebaserede ydelser indenfor byggeri og anlæg. I 2023 var koncernens omsætning på 2,5 mia. kroner.